# Ulica Stepana Bandery we Lwowie

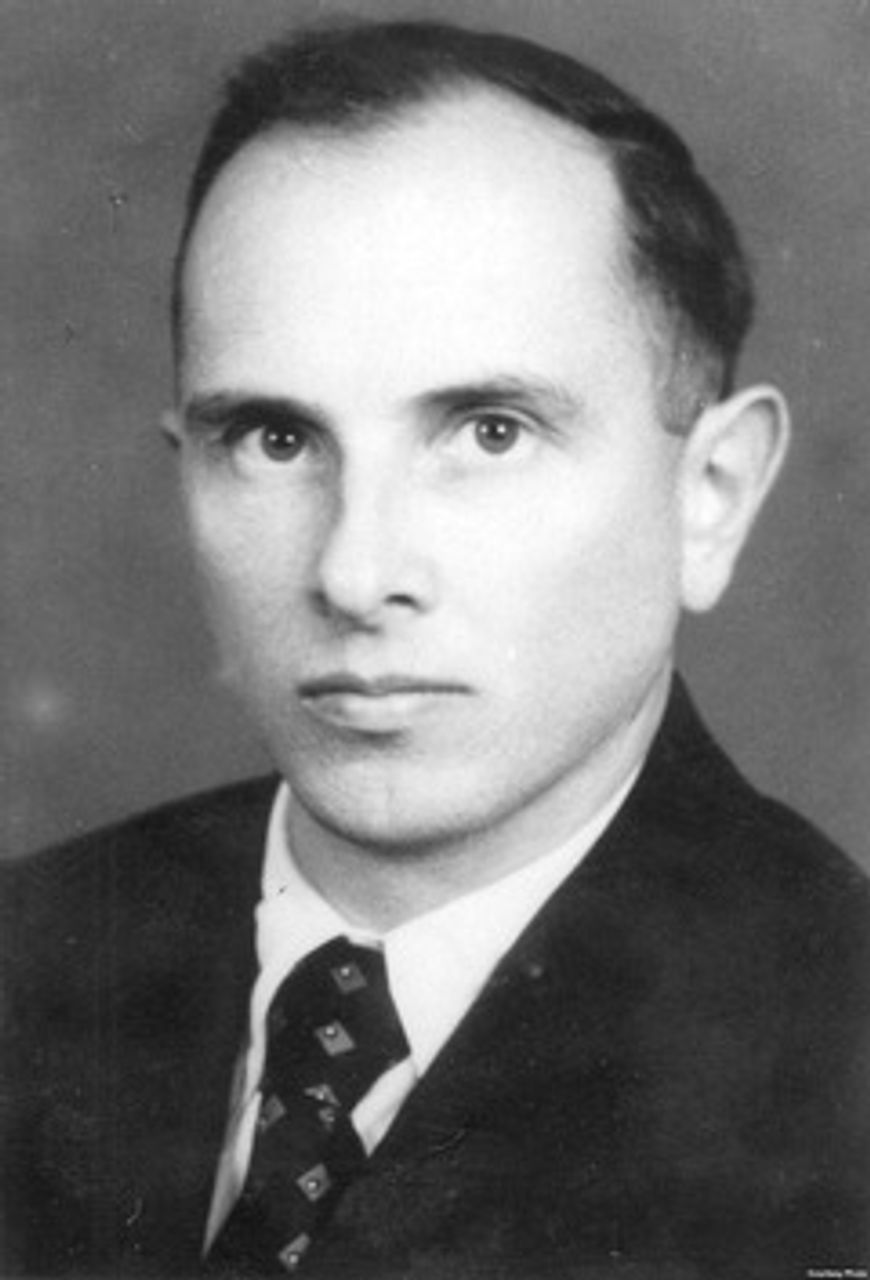
Stepan Bandera, na cześć którego w 1992 nazwano ulicę.

Ulica Stepana Bandery (ukr. Ву́лиця Степа́на Банде́ри) – ulica we Lwowie na granicy rejonów halickiego i frankowskiego, przebiegająca między ulicą Mikołaja Kopernika a skrzyżowaniem Placu Kropywnyckiego, na którym w 2007 odsłonięto pomnik Stepana Bandery, i ulicy Gródeckiej. Ulica znajduje się na wschodniej granicy historycznej dzielnicy miasta Nowy Świat.

## Nazwa
- ul. Nowy Świat (1840–1886).
  - Neue Welt Gasse (1840–1871).

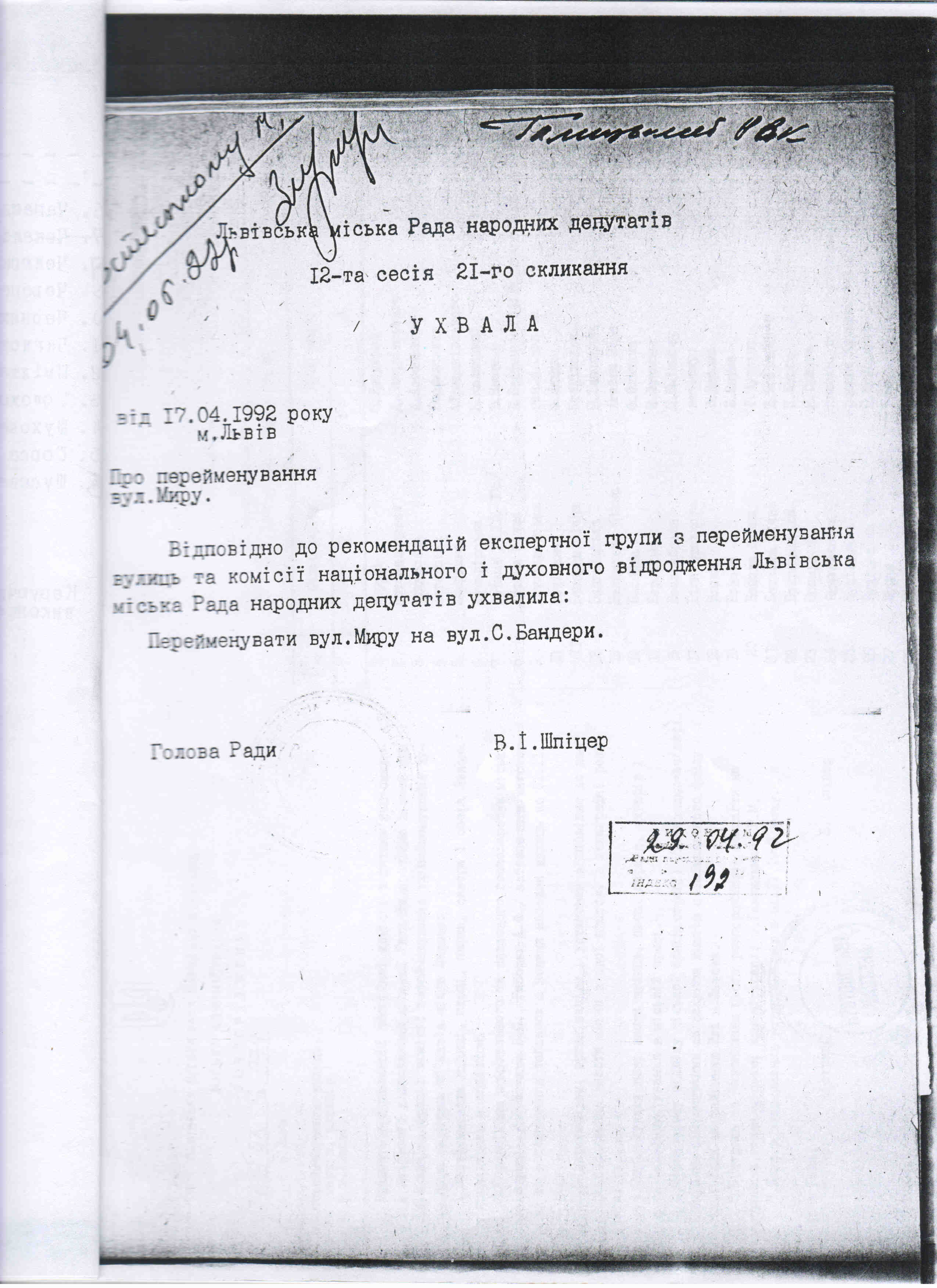
Tekst uchwały Lwowskiej Rady Miejskiej z dnia 17 kwietnia 1992 o zmianie nazwy ul. Pokoju na ul. S. Bandery

- ul. Leona Sapiehy (1886–1940) – nazwa przyjęta na cześć Leona Ludwika Sapiehy, polskiego arystokraty, jednego z dowódców powstania listopadowego i marszałka sejmu galicyjskiego.
- ul. Komsomolska (lipiec 1940 – sierpień 1941) – nazwa przyjęta przez radzieckie władze okupacyjne.
- ul. Leona Sapiehy (sierpień 1941 – grudzień 1941) – nazwa przywrócona na początku okupacji niemieckiej.
- Fürstenstraße (grudzień 1941 – lipiec 1944) – nazwa z okresu okupacji niemieckiej.
- ul. Leona Sapiehy (sierpień 1944 – grudzień 1944) – nazwa przywrócona w czasie powstania lwowskiego.
- ul. Józefa Stalina (1944–1961) – nazwa przyjęta po ponownym zajęciu miasta przez Armię Czerwoną, na cześć zbrodniarza komunistycznego i dyktatora radzieckiego Józefa Stalina.
- ul. Pokoju (1961–1992) – nazwa przyjęta w związku z procesem destalinizacji w ZSRR.
- ul. Stepana Bandery (od 1992) – nazwa przyjęta 17 kwietnia 1992 na cześć Stepana Bandery[5], jednego z przywódców Organizacji Ukraińskich Nacjonalistów.

## Historia
Nienazwana droga w miejscu obecnej ulicy Stepana Bandery pojawiła się na planach Lwowa w 1750, stanowiąc granicę między dzielnicami Krakowskie Przedmieście i Halickie Przedmieście. Około 1840 ulicy nadano nazwę „Nowy Świat” (niem. Neue Welt Gasse), która następnie rozpowszechniła się jako nazwa całej dzielnicy, położonej na zachód od ulicy.
Zabudowa ulicy rozpoczęła się pod koniec XIX w. W 1887 przy ulicy został wybudowany gmach główny Akademii Technicznej (obecnie Politechnika Lwowska), a w 1890 na rogu ul. Mikołaja Kopernika wybudowano koszary dla żandarmerii austriackiej, według projektu architekta Józefa Kajetana Janowskiego (obecnie muzeum „Więzienie przy Łąckiego”).
W 1894 przez ulicę przeprowadzono linię tramwaju elektrycznego. W tym okresie przy ulicy dominowała zabudowa w stylu eklektyzmu i secesji, charakterystyczna dla architektury Lwowa na przełomie XIX i XX w.
28 marca 2020 przystąpiono do rekonstrukcji ulicy. Została ona przygotowana przez Instytut Miasta Lwowa w ramach projektu „Miasto dla wszystkich”, realizowanego przez miasto Lwów przy wsparciu finansowym ze strony rządu Niemiec. Do realizacji projektu włączono niemieckich specjalistów, a na etapie konsultacji społecznych, również mieszkańców budynków, położonych przy ulicy.
18 grudnia 2021 ulica Stepana Bandery została ponownie otwarta dla ruchu drogowego. Całość prac rekonstrukcyjnych wykonała firma Onur. Łączny koszt przebudowy wyniósł dla budżetu miasta 209,5 mln hrywien. Podczas przebudowy utworzono dwa pasy ruchu dla samochodów i tramwajów, wyremontowno tory tramwajowe i chodniki, a po obu stronach ulicy wybudowano ścieżki rowerowe, wymieniono sieci inżynieryjne oraz utworzono miejsca parkingowe. Wybudowano także deptak w pobliżu cerkwi św. Olgi i Elżbiety (dawny kościół rzymskokatolicki św. Elżbiety).

## Budynki
Nr 1. Więzienie przy Łąckiego. Budynek Komendy Miejskiej Policji i Wydziału Miejskiego SBU, zbudowany w latach 1889–1890 według projektu Józefa Kajetana Janowskiego jako siedziba policji i koszary żandarmerii austriackiej.
W latach 1918–1920 od strony ul. Eliasza Łąckiego (obecnie ul. Iryny Kałynec) został dobudowany budynek więzienia. W budynku tym mieścił się też IV Wydział Komendy Policji Państwowej, do obowiązków którego należała walka z organizacjami antypaństwowymi, w szczególności KPZU i OUN. Nieoficjalnie więzienie było przeznaczone dla więźniów politycznych. W 1935 budynek został przekazany służbom śledczym policji i więzienie było wykorzystywane jako areszt. Podczas procesu w 1936 w więzieniu przebywał m.in. Stepan Bandera.
W okresie drugiej wojny światowej w budynku mieściły się komendy NKWD i Gestapo, natomiast w korpusie więziennych przetrzymywano i mordowano polskich polityków, oficerów i inteligencję.
W latach 1944–1991 w budynku tym mieścił się Wydział Śledczy i Aresztów Śledczych NKWD-MGB-KGB, a w latach 1991–2009 departamenty Ministerstwa Spraw Wewnętrznych Ukrainy.
23 września 2008 obiekt wpisano na listę zabytków dziedzictwa kulturowego, które nie podlegają prywatyzacji pod nrem 2157.
29 czerwca 2009 w więzieniu otwarto Muzeum Pamięci Narodowej „Więzienie przy Łąckiego” (ukr. Національний музей-меморіал пам'яті жертв окупаційних режимів «Тюрма на Лонцького»).
Nr 2, 4, 6. Budynki w stylu secesji, zbudowane w 1909 według projektu Władysława Derdackiego i Witolda Minkewycza przez firmę budowlano-projektową Iwana Łewynskiego.
Nr 3. Siedziba Banku Naftowego, zbudowana według projektu Adolfa Pillera przez firmę budowlano-projektową Edmunda Żychowicza.
Nr 8. Kościół św. Marii Magdaleny – dawny kościół rzymskokatolicki, zbudowany w stylu baroku w XVII w. według projektu Wojciecha Kielara i Jana Godnego. Fundatorką kościoła w 1600 była szlachcianka Anna Pstrokońska.
Do kasaty józefińskiej gospodarzami kościoła byli oo. Dominikanie, którzy pod koniec XVIII w. znacznie rozbudowali kościół i przyległy do niego klasztor. W 1784 klasztor przeszedł na własność Państwowego Funduszu Religijnego, który w 1841 odsprzedał go galicyjskiemu Funduszowi Policyjnemu. W klasztorze funkcjonował dom poprawy i pracy przymusowej, a następnie przekształcono go na więzienie dla kobiet. Kościół został później oddany archidiecezji lwowskiej i pełnił funkcję kościoła parafialnego.
Po odzyskaniu przez Polskę niepodległości, zlikwidowano więzienie w gmachu poklasztornym, przekazując go Politechnice Lwowskiej. Był on m.in. siedzibą katedry i Zakładu Chemii Fizycznej. W 1927 przeprowadzono prace konserwatorskie, w wyniku których powstała mensa ołtarzowa oraz nowe baptysterium ozdobione freskami Jana Henryka Rosena. W 1936 wybudowano organy.
Kościół pełnił funkcje sakralne do października 1962, kiedy został przejęty przez władze radzieckie i przekazany Politechnice Lwowskiej początkowo na salę taneczną jako klub młodzieżowy, a następnie na salę organową.
Od 1991 budynek kościoła stanowi własność miasta. Obecnie mieści się w nim sala koncertowa Domu Muzyki Organowej i Kameralnej (Lviv Organ Hall). Mimo starań władz kościelnych i wiernych wyznania rzymskokatolickiego, budynek kościoła nie został przekazany parafii św. Marii Magdaleny. Zwrotowi budynku kościoła sprzeciwia się mer Lwowa Andrij Sadowy.
23 września 2008 obiekt wpisano na listę zabytków dziedzictwa kulturowego, które nie podlegają prywatyzacji pod nrem 345/1.
Naprzeciwko budynku kościoła przy ul. Stepana Bandery 11 mieści się Szkoła Średnia nr 3 z ukraińskim językiem nauczania (dawniej szkoła żeńska im. św. Marii Magdaleny), a obok przy ul. Generała Czuprynki 1 mieści się Liceum nr 10 im. św. Marii Magdaleny z nauczaniem dwujęzycznym w języku ukraińskim i języku polskim (dawniej szkoła męska im. św. Marii Magdaleny).
Nr 9. Budynek mieszkalny, wybudowany w 1889 według projektu Ludwika Baldwina-Ramulta. W latach 1906–1914 mieścił się w nim warsztat rzeźbiarski Tadeusza Błotnickiego.
Nr 11. Budynek Lwowskiej Szkoły Trywialnej św. Marii Magdaleny. Szkoła została założona w 1816. Początkowo mieściła się w dawnym klasztorze dominikańskim św. Marii Magdaleny. W 1831 szkoła została przeniesiona do prywatnego budynku, znajdującego się przy ul. Nowy Świat (obecnie – ul. Stepana Bandery), gdzie mieściła się do 1870. Później władze miejskie Lwowa zleciły budowę kilku budynków szkolnych według projektu Juliusza Hochbergera. Obecny budynek został wybudowany w 1883 jako pomieszczenia dla Gimnazjum Żeńskiego im. św. Marii Magdaleny. Obecnie mieści się w nim miejska Szkoła Średnia nr 3 z ukraińskim językiem nauczania.
23 września 2008 obiekt został wniesiony na listę zabytków, które nie podlegają prywatyzacji, pod nrem 192.
Nr 12. Gmach główny Politechniki Lwowskiej, zbudowany według projektu i pod nadzorem Juliana Zachariewicza, otwarty w 1877. Dekoracja rzeźbiarska została wykonana przez Leonarda Marconiego i Emila Schredla, a obrazy wnętrz przez Jana Matejkę. 23 września 2008 obiekt został wniesiony na listę zabytków, które nie podlegają prywatyzacji, pod nrem 194.
Nr 14 Budynek Ukraińskiego Gimnazjum Akademickiego – najstarsze gimnazjum ukraińskie we Lwowie, utworzone na gruncie szkoły jezuickiej. W latach 1906–1939 było to jedyne gimnazjum państwowe w Galicji Wschodniej z ukraińskim językiem nauczania. Szkoła została reaktywowana w 1992 i aktywnie współpracuje z Politechniką Lwowską. 23 września 2008 obiekt został wniesiony na listę zabytków, które nie podlegają prywatyzacji, pod nrem 195.
Nr 21. Budynek w stylu francuskiego neorenesansu, zbudowany w 1884 według projektu Juliana Cybulskiego. Na początku XX w. mieściła się w nim apteka Eduarda Brücknera „Pod Aniołem Bożym”.
Nr 24. Budynek narożny na rogu ul. Franciszka Karpińskiego, zbudowany w 1913 według projektu Ferdynanda Kasslera w stylu racjonalnego modernizmu na zamówienie Berla Finklera. Wykonawcą rzeźb był Zygmunt Kurczyński. Obecnie mieści się w nim oddział miejski nr 13 Poczty Ukrainy.
Nr 28. Korpus akademicki nr 5 Politechniki Lwowskiej, w konstrukcji którego wykorzystano tytan.
Nr 30, 32. Budynek Instytutu Mechaniki Inżynieryjnej i Transportu Politechniki Lwowskiej, zbudowany w latach 1855–1862 według projektu Józefa Franza jako Kościół św. Teresy i klasztor ss. Opatrzności Bożej z zakładem wychowawczo-naukowym dla uczennic szkół powszechnych. W okresie okupacji niemieckiej budynek został przejęty na potrzeby wojskowe. Po przyłączeniu Lwowa do ZSRR w budynku mieściły się katedra wojskowa, zakład badawczy, a później Instytut Mechaniki Inżynieryjnej i Transportu Politechniki Lwowskiej.
Nr 31, 33. Budynki, zbudowane w 1908 według projektu Władysława Hertmanna i Józefa Piątkowskiego w stylu secesji.
Nr 55. Korpus akademicki nr 7 Politechniki Lwowskiej.
Nr 59, 61. Budynki czynszowe rzeźbiarza i architekta Kaspara Juliana Draniewicza, zbudowane przez niego w 1906 przy współpracy z architektem Ignacym Winiarzem.
Nr 69. Budynek, zbudowany w stylu modernizmu z elementami klasycyzmu według projektu Leopolda Reissa z 1913.
Nr 71-73. Budynki mieszkalne, zbudowane w 1897 według projektu Ludwika Baldwina-Ramułta.
Nr 87. Budynek mieszkalny, zbudowany w 1892 według projektu Andrzeja Gołąba.
Nr 89. Budynek czynszowy, zbudowany w 1881 według pojektu Jana Karasińskiego na rogu ul. Polnej (obecnie ul. Bohaterów UPA).
Nr 91. Budynek szkoły mieszanej im. Szymona Konarskiego, zbudowany w latach 1892–1893 według projektu Bronisława Bauera i Iwana Dołynskiego. W okresie radzieckim mieściła się w nim Szkoła Średnia nr 47 z rosyjskim językiem nauczania oraz Szkoła Siedmioletnia nr 55 z ukraińskim językiem nauczania. W 1954 obie szkoły zostały połączone w Szkołę Średnią nr 55. Decyzją Komitetu Wykonawczego Obwodu Lwowskiego nr 381 z 5 lipca 1985 budynek został wniesiony na listę zabytków architektury o znaczeniu lokalnym pod nrem 4058-Лв.

## Pomniki i tablice pamiątkowe
22 listopada 1925, w rocznicę obrony Lwowa podczas wojny polsko-ukraińskiej, odbyło się uroczyste odsłonięcie tablicy pamiątkowej „Krzyż Obrony Lwowa”, umieszczonej na fasadzie szkoły mieszanej im. św. Marii Magdaleny (obecnie Szkoła Średnia nr 3). Tablica pamiątkowa nie zachowała się do czasów obecnych.
27 grudnia 2015 na skrzyżowaniu ulic Stepana Bandery, Generała Czuprynki i Mychajła Werbyckiego odbyło się uroczyste odsłonięcie pomnika Mychajła Werbyckiego, ukraińskiego kompozytora i działacza społecznego, autora muzyki do pieśni Szcze ne wmerła Ukrajina (ukr. Ще не вмерла Україна) – hymnu narodowego Ukrainy. Autorami pomnika są lwowscy rzeźbiarze – Wołodymyr i Andrij Suchorscy. Pomnik ma wysokość 2,9 metra. Kompozycja składa się z brązowej rzeźby postaci Michajła Werbyckiego i granitowej steli z nutami metodii hymnu narodowego Ukrainy. Projekt, wykonanie i ustanowienie pomnika zostały zlecone przez Lwowskie Regionalne Towarzystwo Społeczno-Kulturalne „Nadsanie”, które zrzesza Ukraińców, przesiedlonych w latach 1944–1946 z Polski do Ukrainy. Pomnik został wykonany i ustanowiony dzięki społecznej zbiórce pieniędzy, zorganizowanej przez Towarzystwo

## Edukacja
- Szkoła Średnia nr 3 z ukraińskim językiem nauczania – dawna szkoła żeńska im. św. Marii Magdaleny (ul. Bandery 11).
- Gmach Główny Politechniki Lwowskiej (ul. Bandery 12).
- Ukraińskie Gimnazjum Akademickie – najstarsze ukraińskie gimnazjum w Galicji (ul. Bandery 14).
- Instytut Informatyki, Automatyki i Metrologii Politechniki Lwowskiej (ul. Bandery 28a).
- Instytut Mechaniki Inżynieryjnej i Transportu Politechniki Lwowskiej (ul. Bandery 30, 32).
- Szkoła Średnia nr 55 z ukraińskim językiem nauczania – dawna szkoła mieszana im. Szymona Konarskiego (ul. Bandery 91).

## Komunikacja miejska
Linie autobusowe: 15, 41, 42, 43, 114.

Linie trolejbusowe: 24, 30.

Linie tramwajowe: 1, 2, 4, 9.
Przystanki komunikacji miejskiej:
- „Politechnika Lwowska” – obok gmachu głównego Politechniki Lwowskiej, Szkoły Średniej nr 3 oraz Liceum nr 10 im. św. Marii Magdaleny (tzw. szkoły polskiej).
- „Ul. Karpińskiego” – obok Instytutu Informatyki, Automatyki i Metrologii Politechniki Lwowskiej.
- „Ul. Bandery” – obok Instytutu Mechaniki Inżynieryjnej i Transportu Politechniki Lwowskiej.
- „Pl. Kropywnyckiego” – obok cerkwi św. Olgii i Elżbiety.

## Zdjęcia

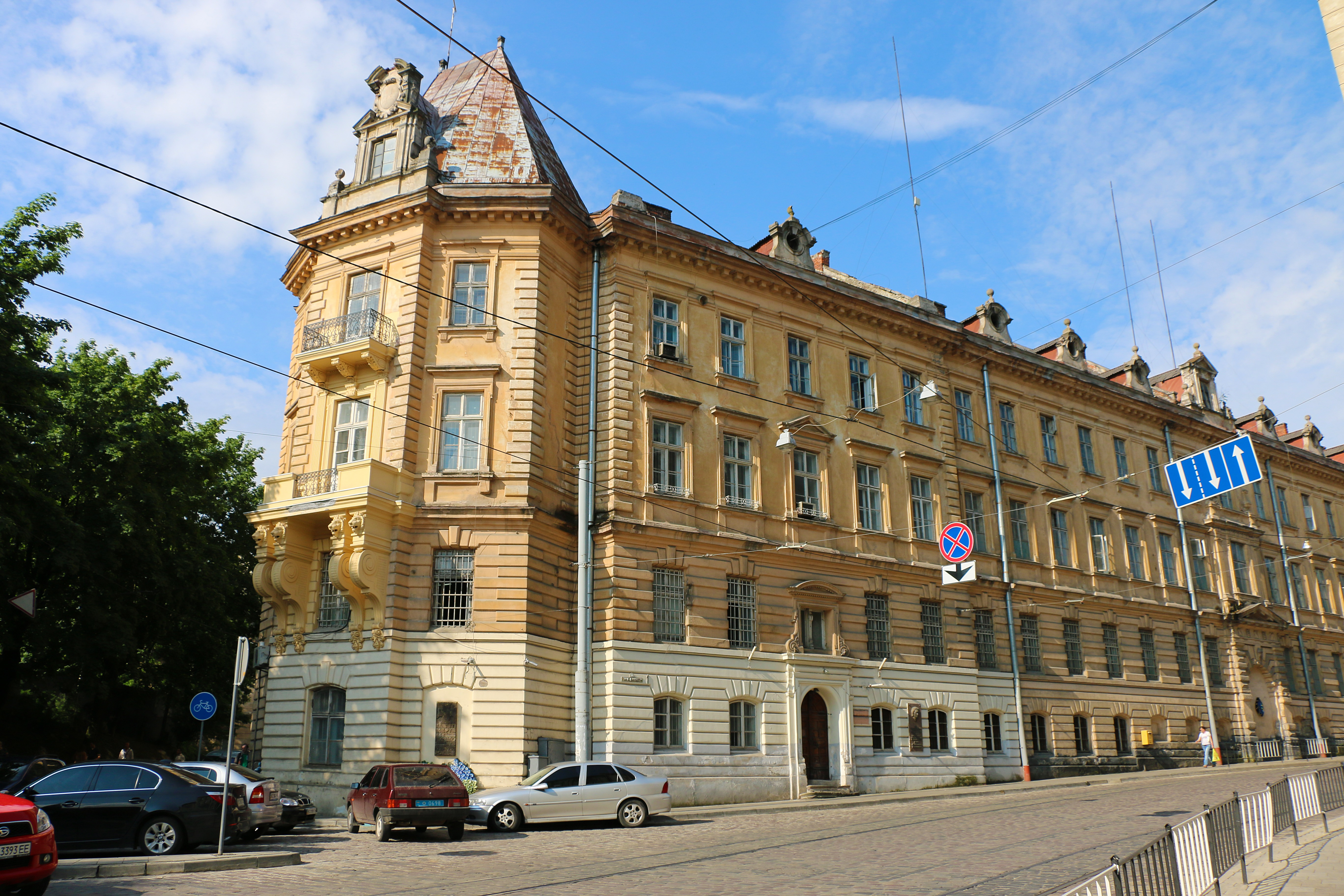
Muzeum Pamięci Narodowej „Więzienie przy Łąckiego” (ul. Bandery 1)
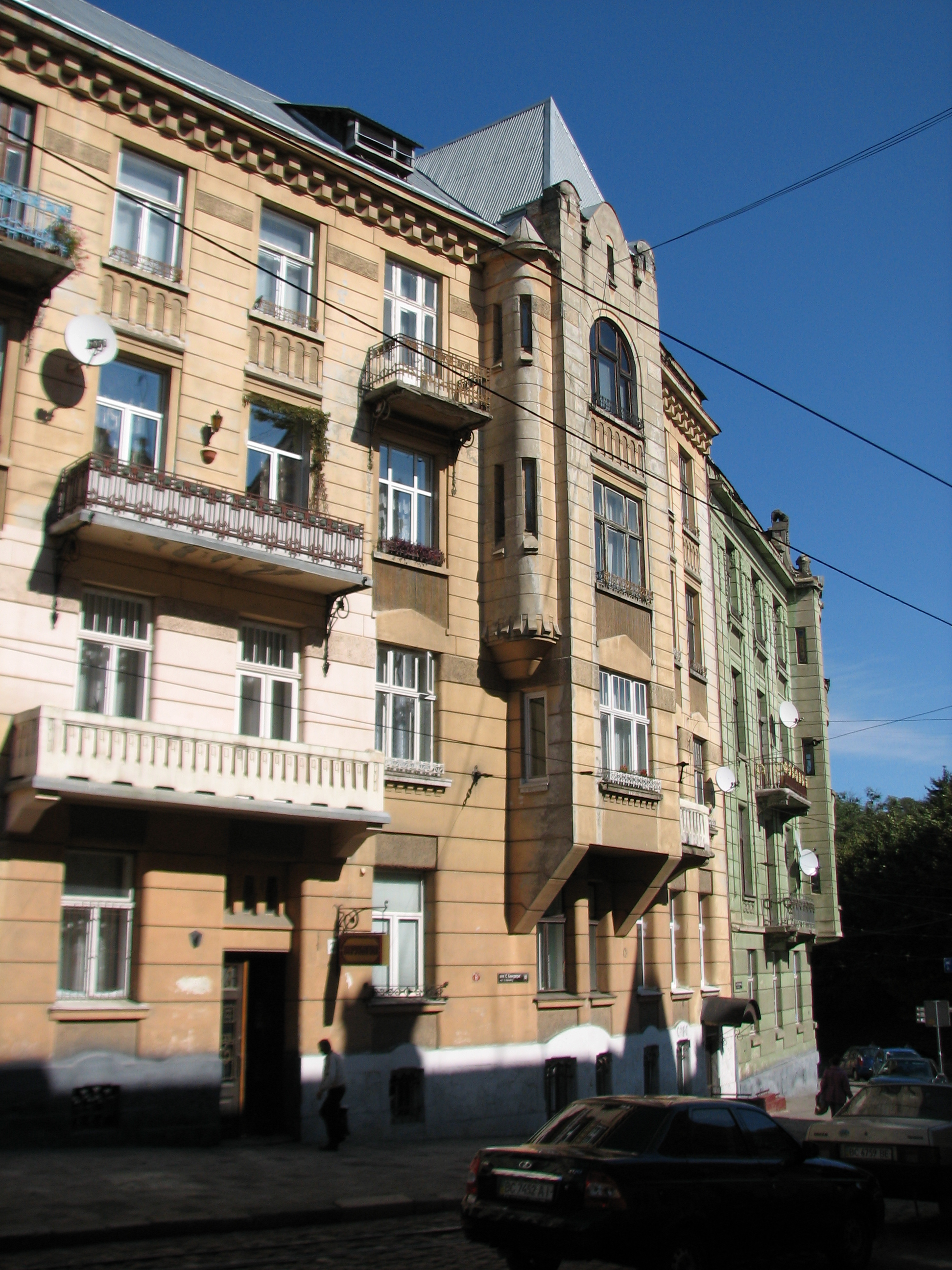
Budynek mieszkalny (ul. Bandery 2)
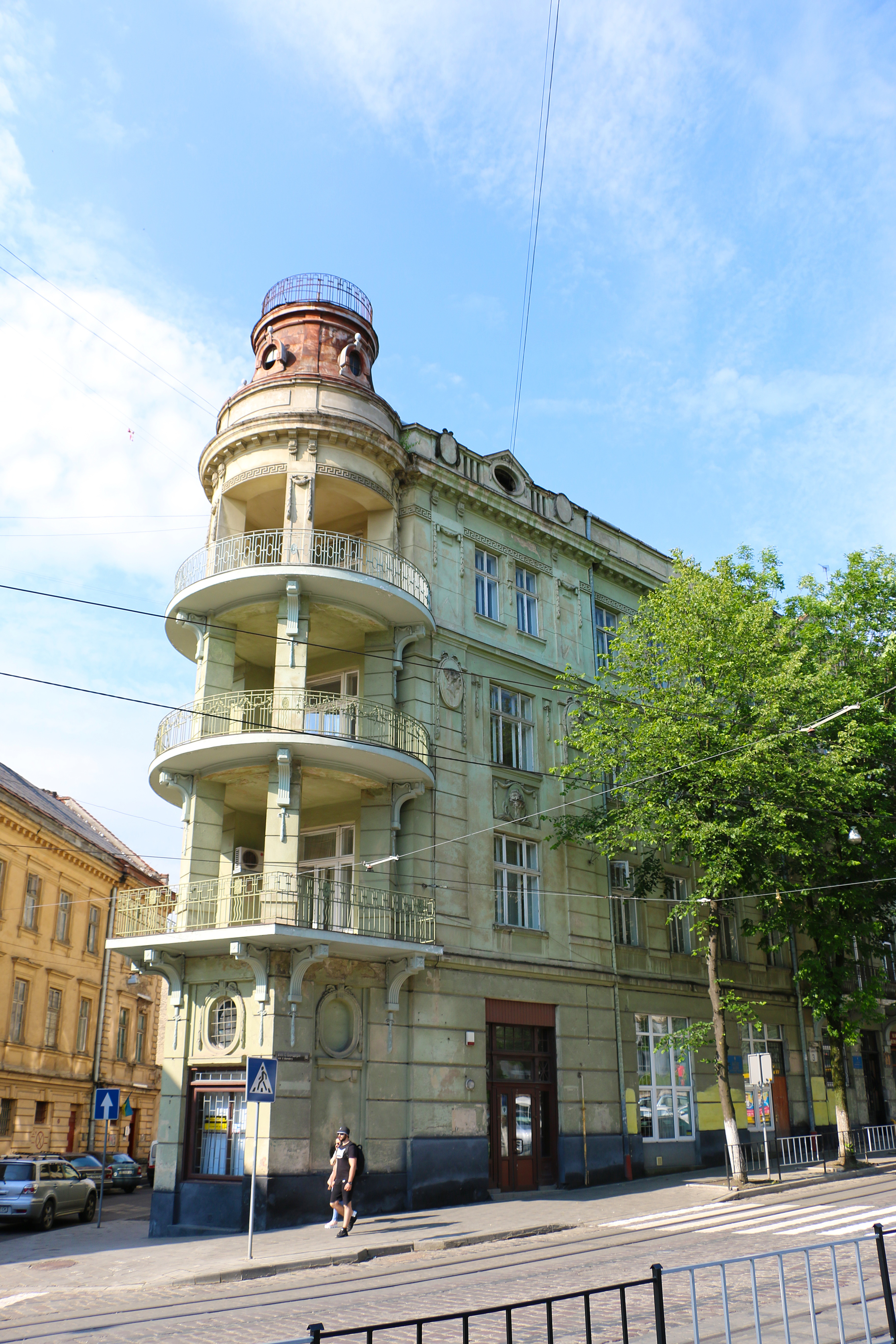
Dawna siedziba Banku Naftowego (ul. Bandery 3)
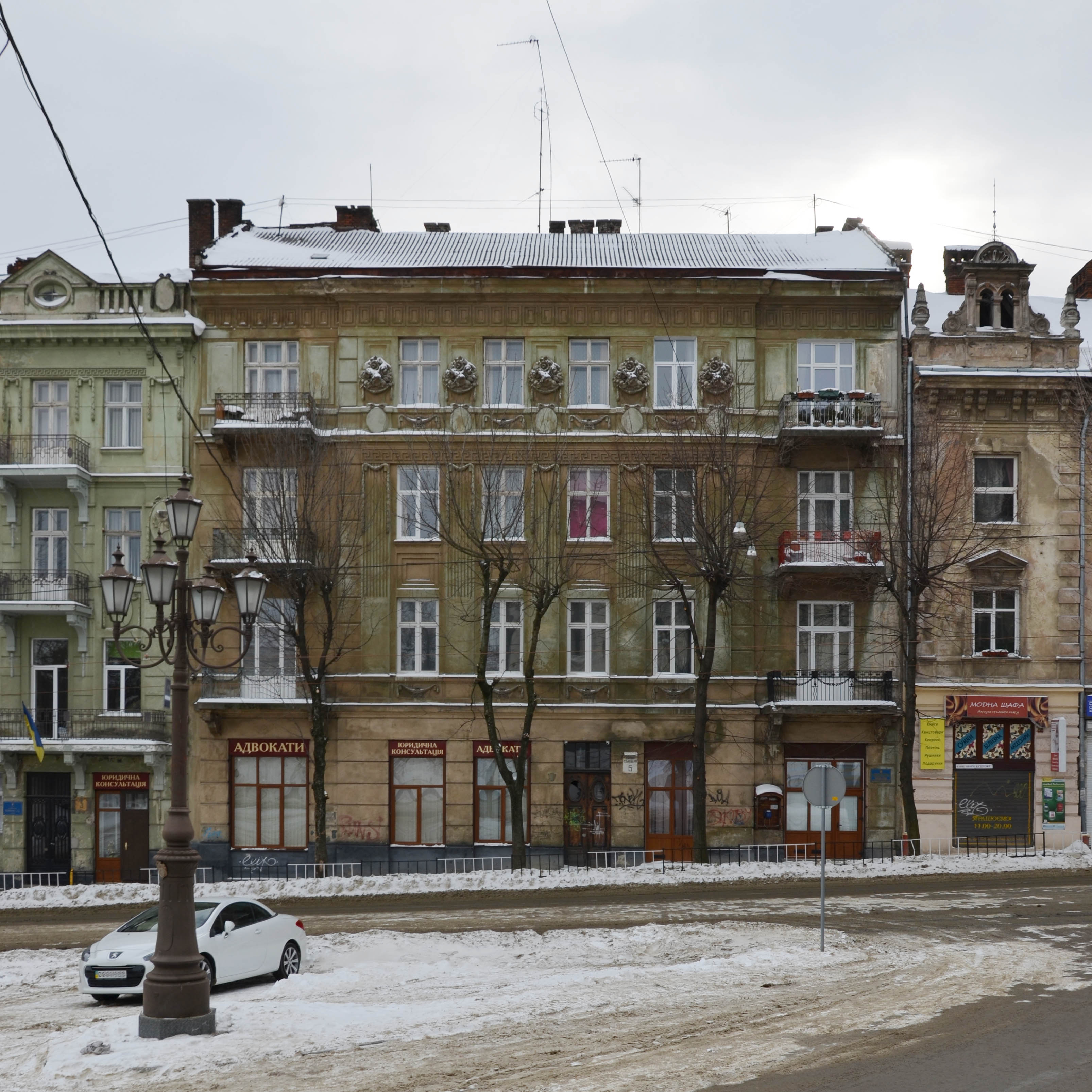
Budynek mieszkalny (ul. Bandery 5)
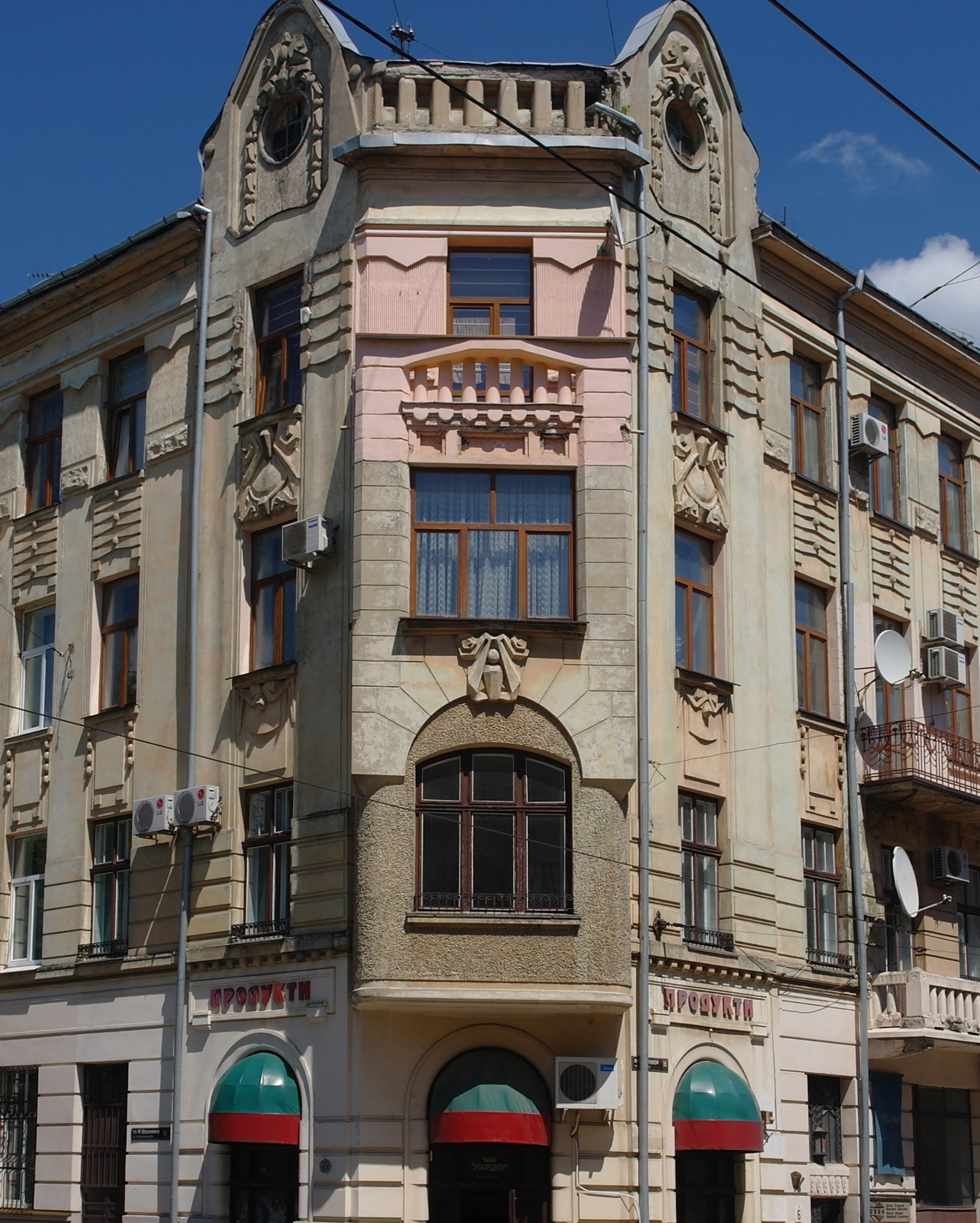
Budynek mieszkalny (ul. Bandery 6)
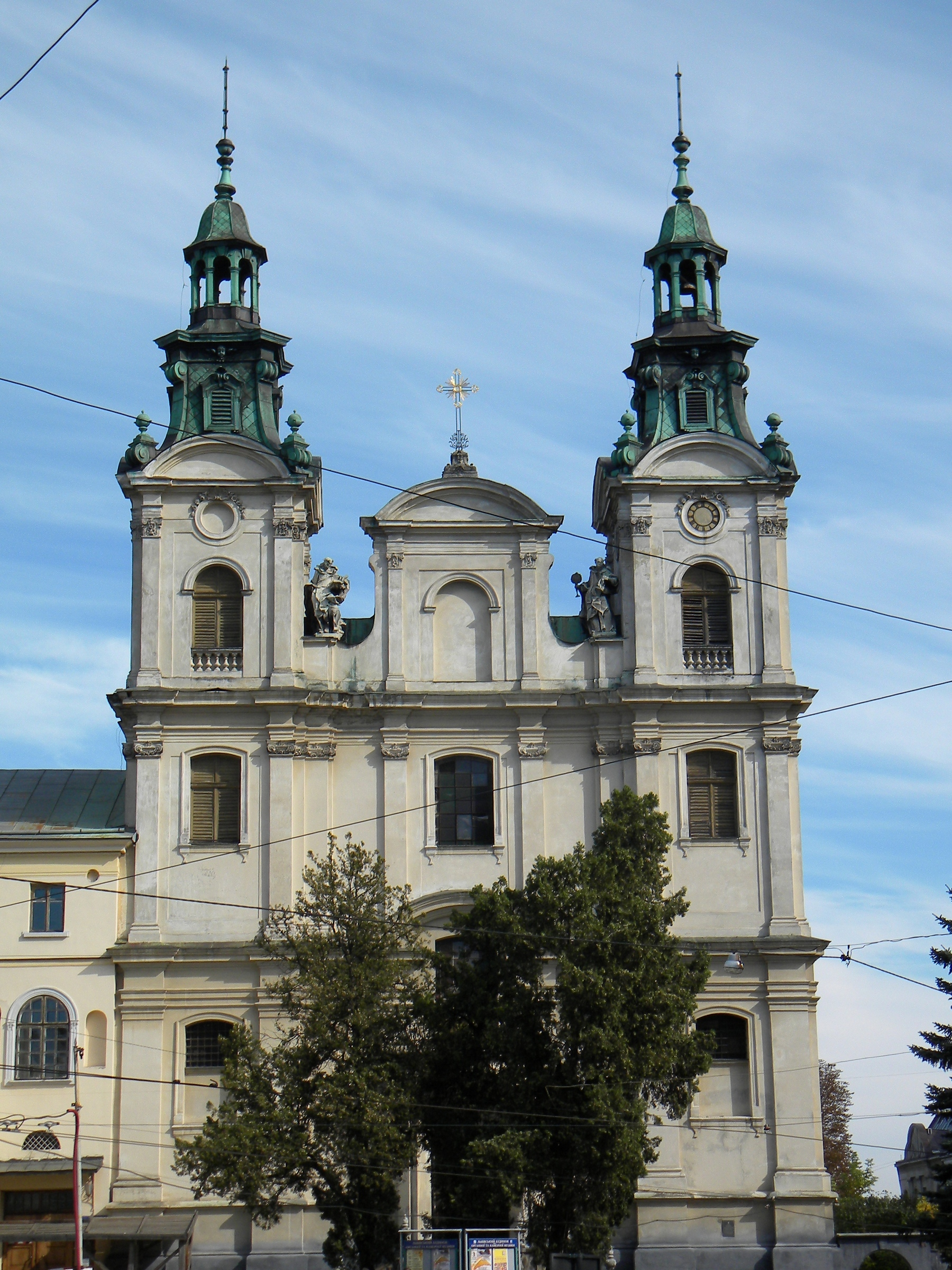
Dawny kościół św. Marii Magdaleny (ul. Bandery 8)
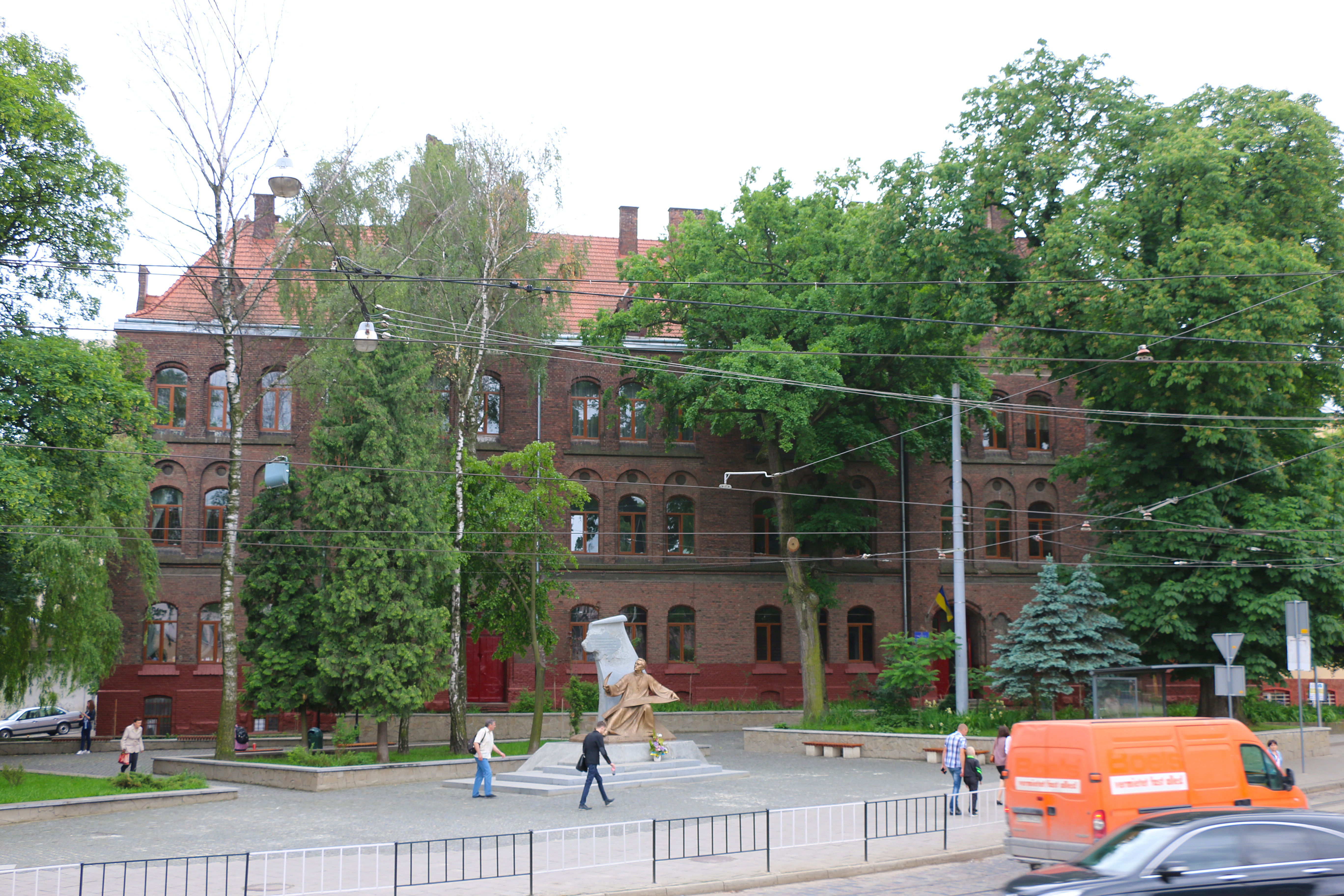
Szkoła Średnia nr 3 (ul. Bandery 11)
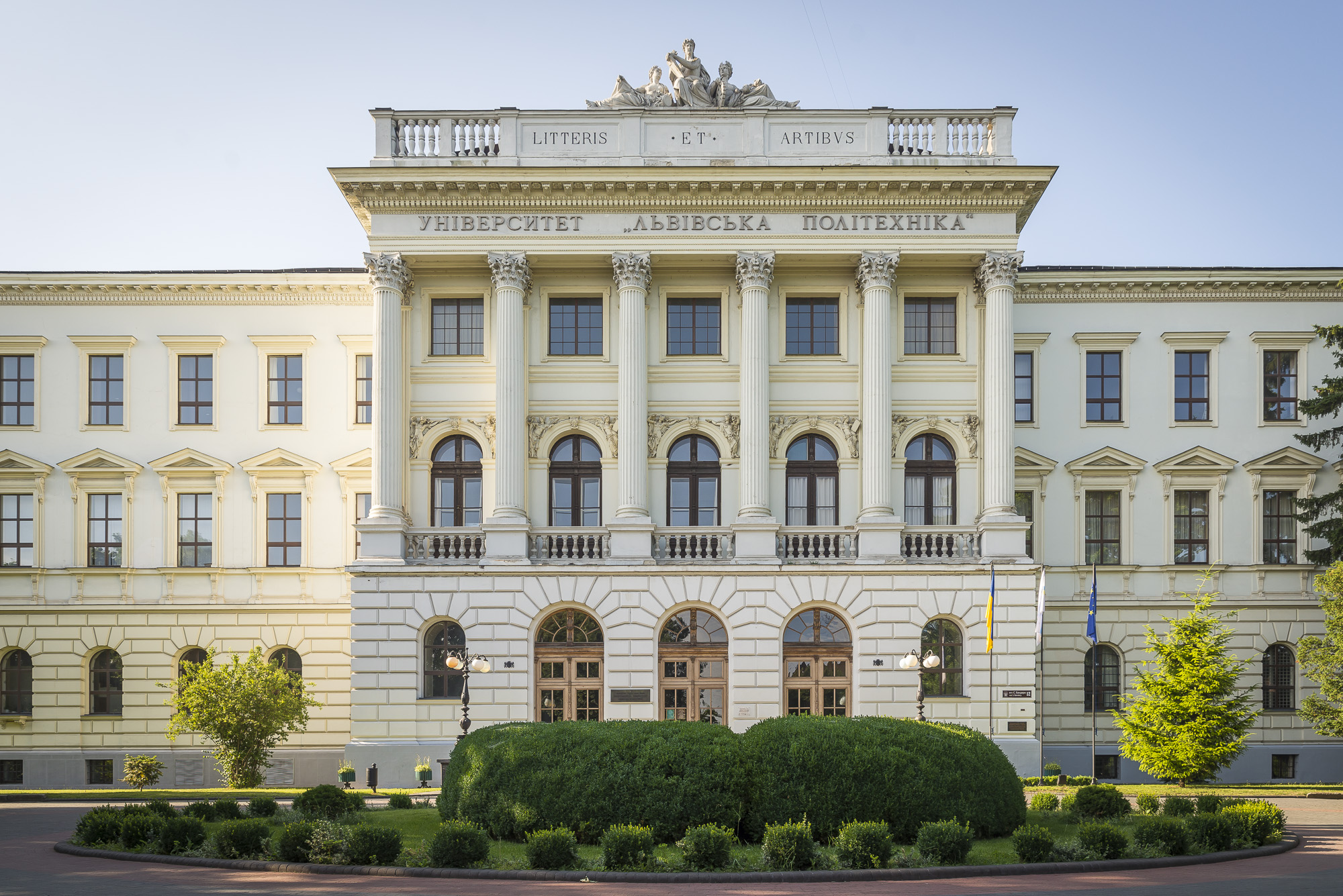
Gmach Główny Politechniki Lwowskiej (ul. Bandery 12)
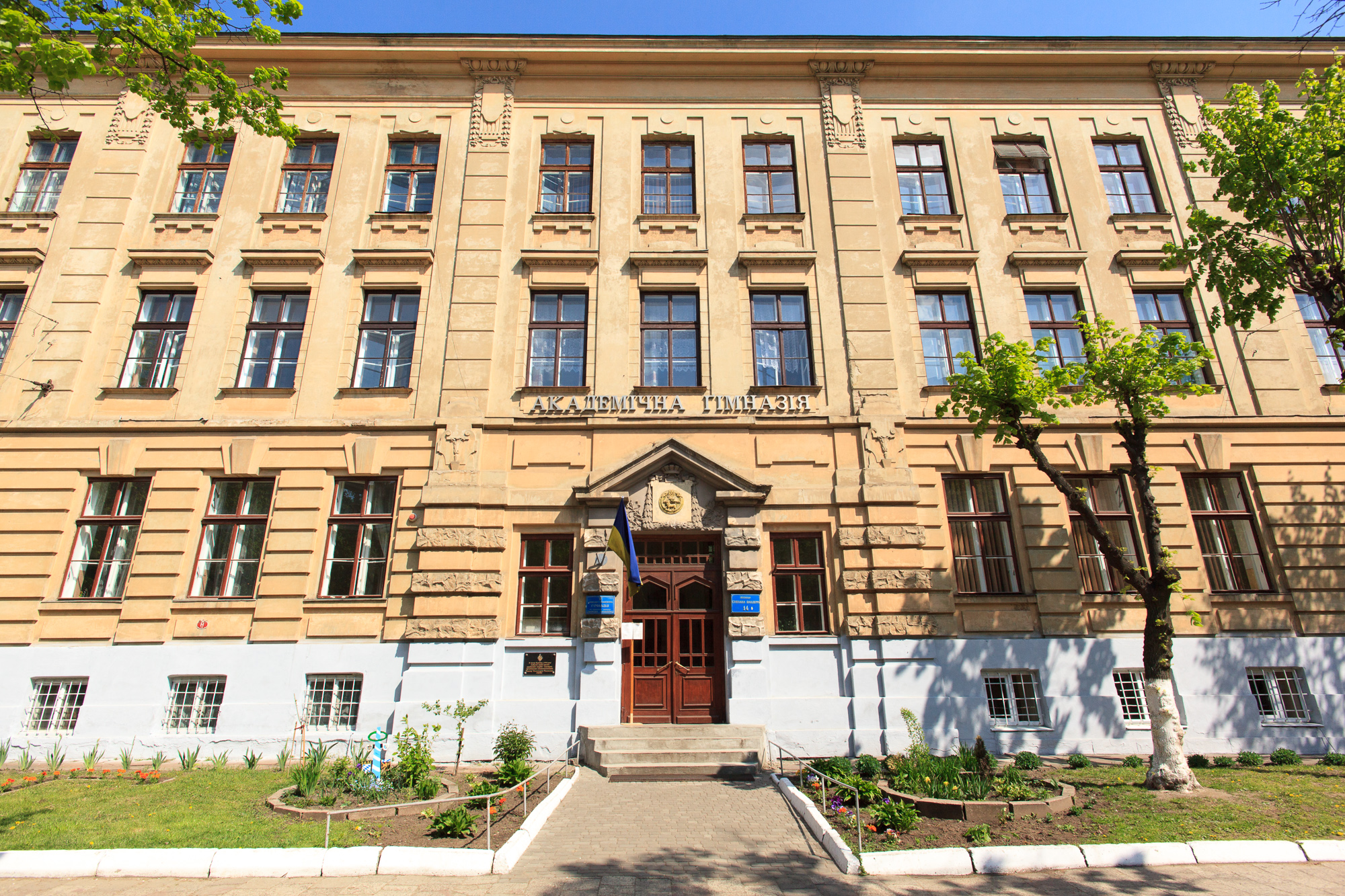
Ukraińskie Gimnazjum Akademickie (ul. Bandery 14)
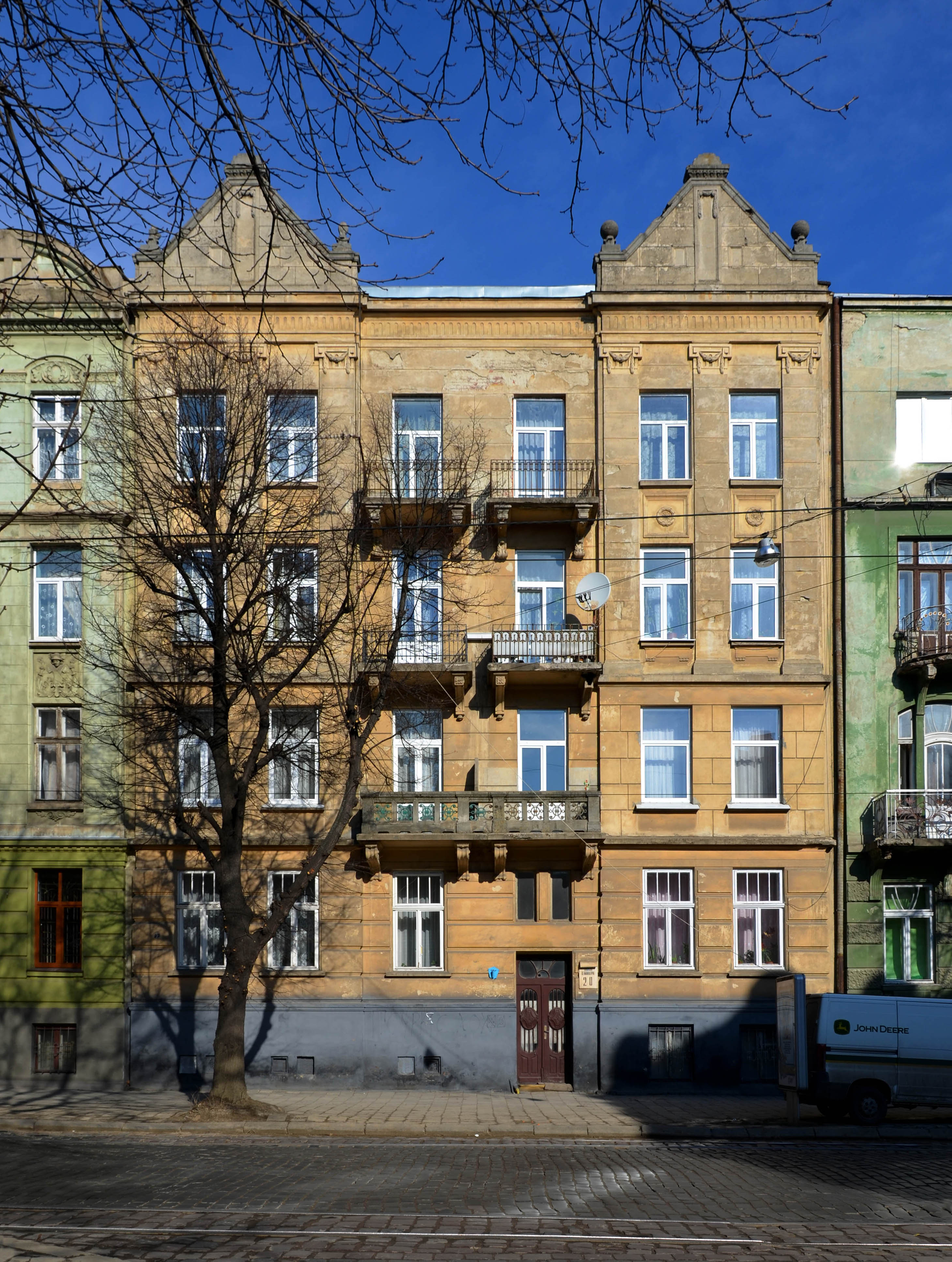
Budynek mieszkalny (ul. Bandery 20)
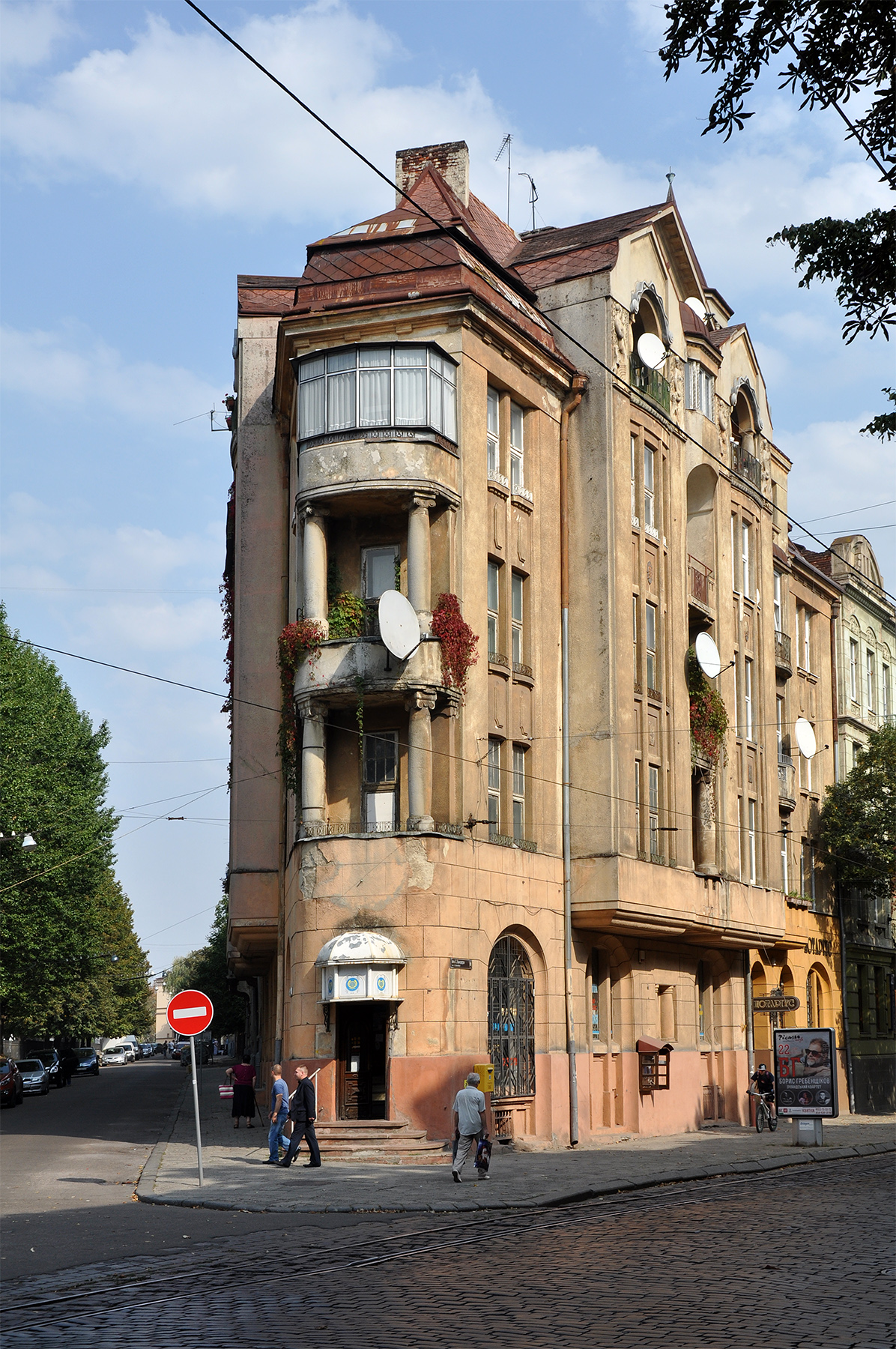
Budynek narożny na rogu ul. Karpińskiego (ul. Bandery 24)
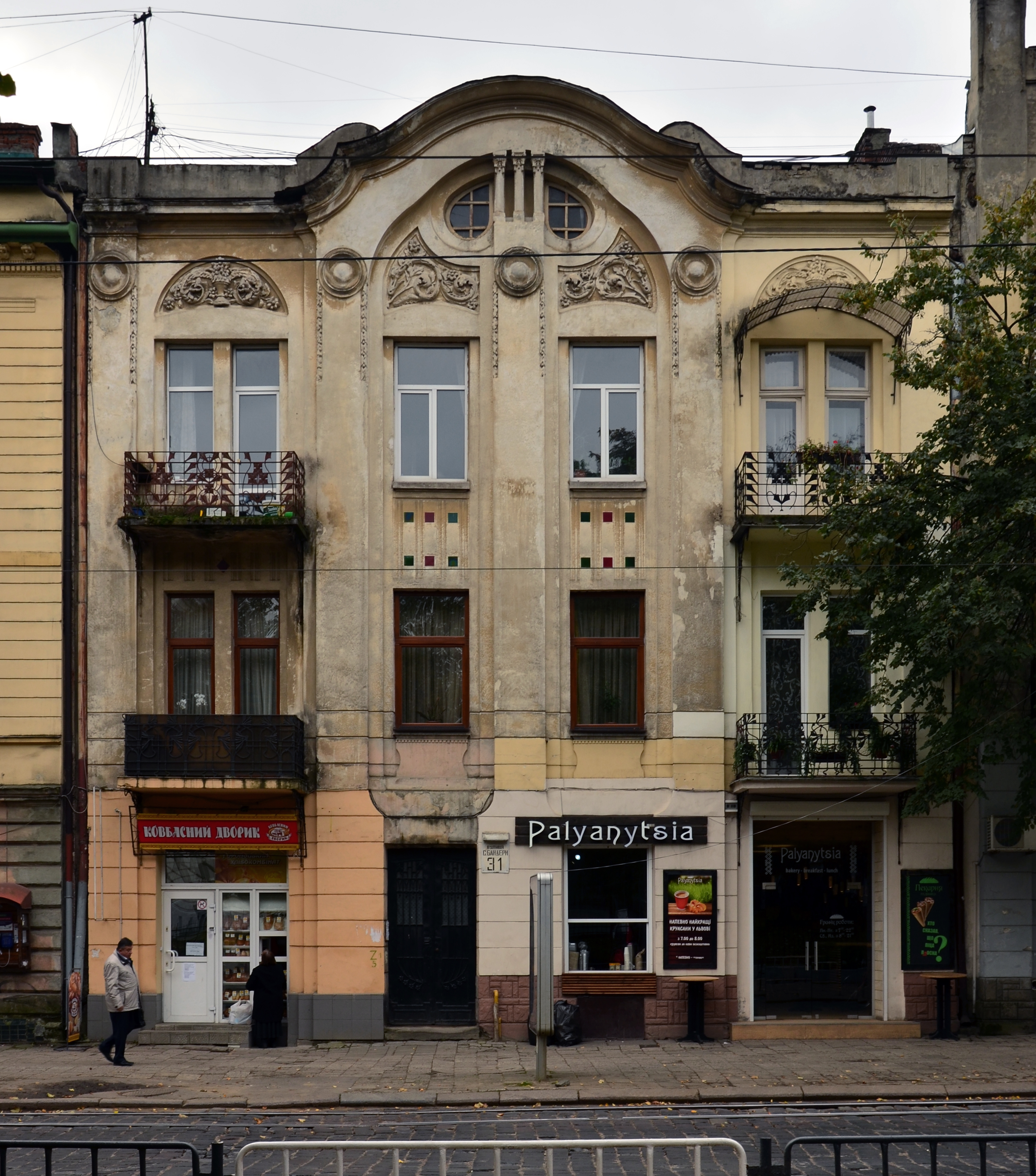
Budynek mieszkalny (ul. Bandery 31)
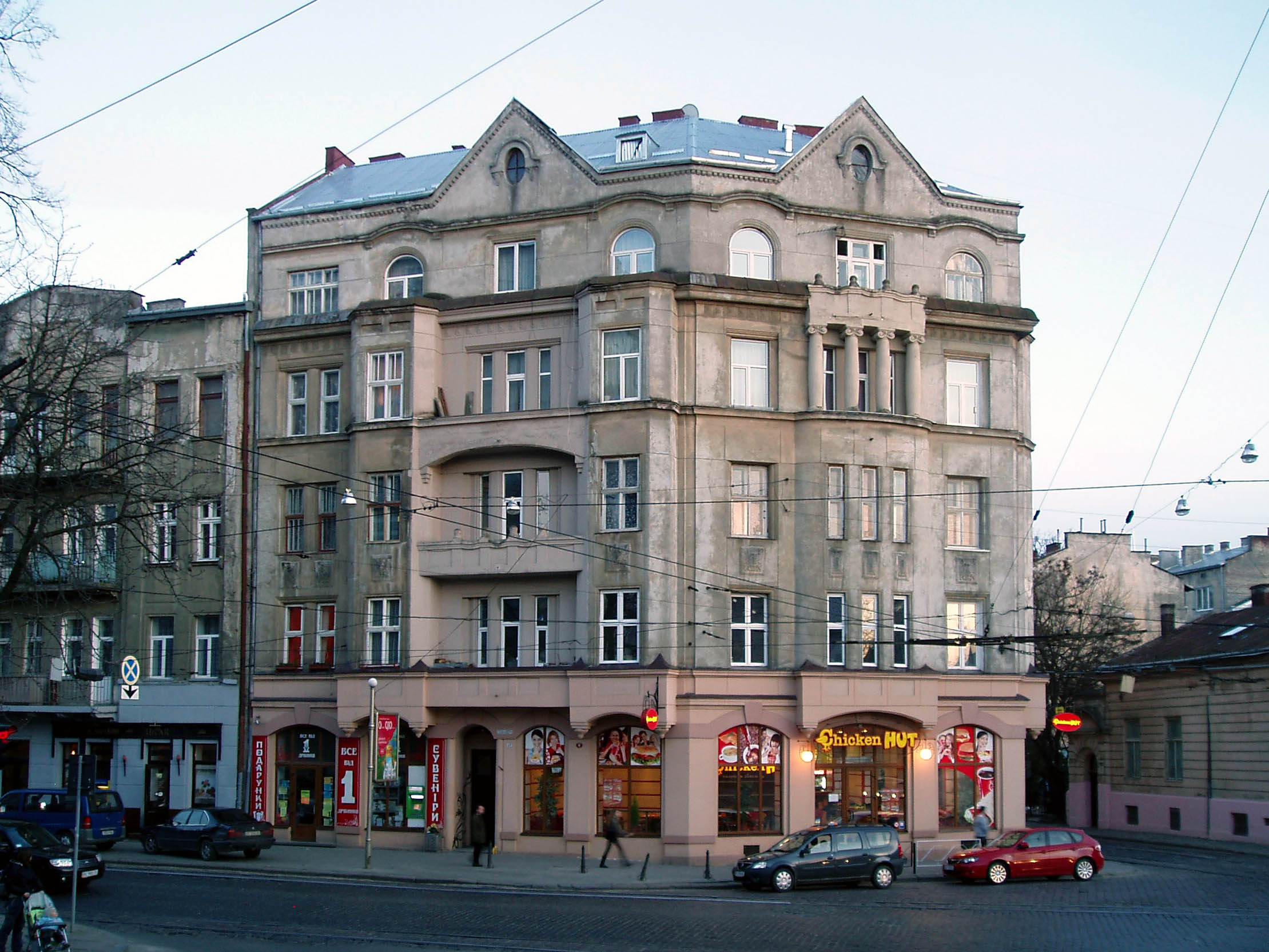
Budynek mieszkalny (ul. Bandery 69)
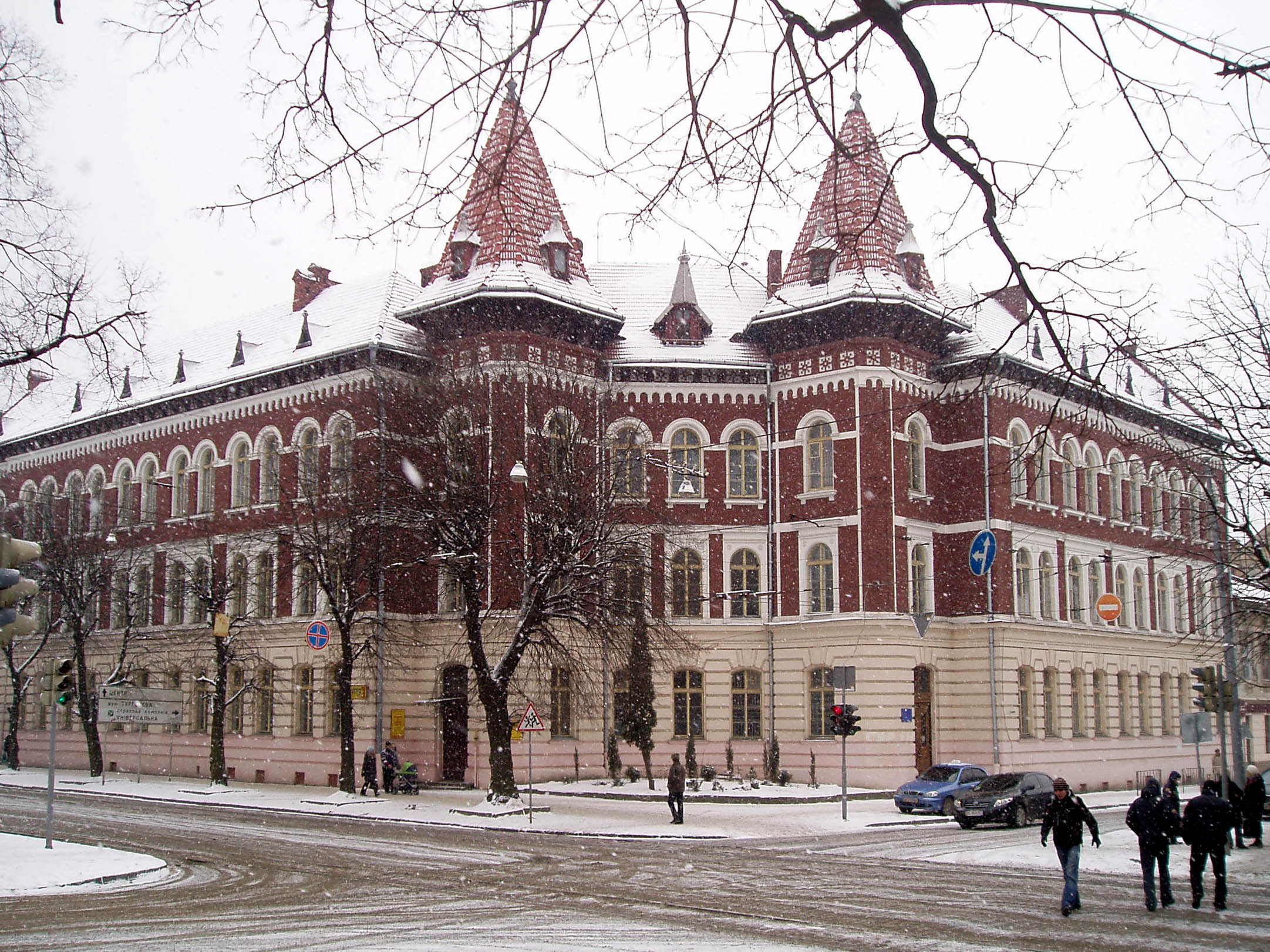
Szkoła Średnia nr 55 (ul. Bandery 91)